# Пакалниня, Лайла
Лайла Пакалниня (латыш. Laila Pakalniņa; р. 4 июня 1962, Лиепая) — латвийский кинорежиссер и сценарист. Окончила ВГИК. С 1991 года сняла больше 20 фильмов. Участник кинофорума «Арсенал». В 2003 году получила премию Большой Кристал в номинации Лучший полнометражный игровой фильм за ленту Питон (Pitons), а в 2007 году в той же номинации за фильм Вода (Ūdens). Замужем за режиссером Юрисом Пакалниньшем.

## Киноработы
- Туфля.

Фильм Туфля участвовал в Берлинском фестивале. На фестивале в Иерусалиме, ленту показывали в информационной программе. В 1998 году принимал участие на 1-й международный кинофестиваль «Евразия», в том же году фильм был показан на Каннском фестивале.
- Вода

С 11 по 15 февраля 2006 года лента Вода участвовала в конкурсной программе короткометражных фильмов Международного Берлинского кинофестиваля. В 2007 году фильм в номинации «Лучший полнометражный игровой фильм» получил награду Большого Кристапа.
- «33 зверя для Санта-Клауса»

В 2011 году ленты была включена в конкурсную программу фестиваля документального кино в Амстердаме (IDFA).
- «Пиццы»

В 2012 году фильм «Пиццы» стал одним из трех художественных фильмов, получивших награду в конкурсной программе CinemaXX Римского международного кинофестиваля.

## Фильмография
- Vela (1991)
- Doms (1991)
- Anna Ziemassvetki (1992)
- Baznica (1993)
- Ubāns (1995)
- Pramis (1996)
- Pasts (1996)
- Ozols (1997)
- Kurpe (1998)
- Tusya (2000)
- Papa Gena (2001)
- Mostieties! (2001)
- Martins (2002)
- Pitons (2003)
- Visions of Europe (2004)
- Buss (2004)
- Leiputrija (2004)
- Teodors (2006)
- Udens (2006)
- Kilnieks (2006)
- Par dzimteniti (2008)